# Deutsche Vulkanologische Gesellschaft
Die Deutsche Vulkanologische Gesellschaft (DVG) ist eine geowissenschaftliche Interessengemeinschaft mit Sitz in der rheinland-pfälzischen Stadt Mendig. Sie hat sich gemäß eigenem Bekunden dem Ziel verschrieben, durch „Förderung von Wissenschaft, Forschung und Bildung Interesse an der Entstehung, Nutzung und Erforschung der Vulkane zu wecken.“ Zu diesem Zweck bietet sie Vorträge und Exkursionen an, publiziert regelmäßig Bücher über vulkanologische Themen und erstellt Fachgutachten. Ferner engagiert sie sich in zahlreichen Projekten und Museen.
Die Mitgliedschaft steht allen thematisch Interessierten offen, sodass die DVG sowohl fachliche Laien als auch studierte Geowissenschaftler aus 15 Nationen vereint. Als gemeinnütziger Verein finanziert sich die DVG ausschließlich durch Spenden und Mitgliedsbeiträge. Sie besitzt eine Arbeitsgemeinschaft Polarisationsmikroskopie/Petrographie und eine Arbeitsgemeinschaft Mineralien/Gesteine mit Kontakten zum Mineralien- und Fossilienfreunde Bonn e.V. Im März 2007 wurde darüber hinaus auf Initiative von Landrat Rudolf Marx die in Grebenhain ansässige DVG-Fachsektion Vogelsberg gegründet. Damit soll eine fachliche Verbindung von diesem zur Vulkaneifel als jüngster Vulkanlandschaft Deutschlands – in der bis dahin der Tätigkeitsschwerpunkt der Gesellschaft lag – erreicht werden.
Die Deutsche Vulkanologische Gesellschaft ist eine der Trägereinrichtungen der GeoUnion Alfred-Wegener-Stiftung.

## Historie
Der Verein wurde am 10. Mai 1987 auf Anregung Hans-Ulrich Schminckes von ihm und sechs weiteren Geologen gegründet und firmierte zunächst unter dem Namen Deutsches Vulkan-Museum Mendig. Selbiges entstand dann im folgenden Jahr 1988 auf dem Anwesen Hanstein in Mendig. Zielsetzung des Engagements war es, in unmittelbarer Nähe zum Laacher See einen Vulkanpark mit Forschungsstelle und besagtem Museum aufzubauen, um die vulkanischen Geotope der Region zu sichern und miteinander zu vernetzen. Als Vorbild diente der etwa zeitgleich von Katia und Maurice Krafft konzipierte „Europäische Park für Vulkanismus“ Vulcania, der allerdings erst 2002 im französischen Saint-Ours eröffnet werden konnte.
Im September 1990 trat die DVG erstmals überregional in Erscheinung, als man das Max-Planck-Institut für Chemie bei der Organisation des Internationalen Kongresses für Vulkanologie der IAVCEI an der Johannes Gutenberg-Universität Mainz personell und finanziell unterstützte. Schließlich verlegte die DVG 1995 ihren Sitz in den Mendiger Hof Michels – das ehemalige Wohnhaus von Franz Xaver Michels. Dieser betrieb dort bereits ein kleines privates Vulkanmuseum; darüber hinaus diente das Gebäude als Außenstelle sowohl der Kölner Wirtschaftsfachschule als auch der geologischen Fakultät der Rheinischen Friedrich-Wilhelms-Universität Bonn und beherbergte zwischen 1957 und 2014 die Geschäftsstelle der Geologischen Vereinigung. Per Mietvertrag übernahm die DVG zudem die Verwaltung des unter dem Hof liegenden Lavakellers, der sich als neu erschlossenes Schaubergwerk zu einer bedeutenden Touristenattraktion entwickelte. Etwa zur gleichen Zeit schlossen sich die Bildhauer der Museumslay als eigene Fachsektion der Gesellschaft an. 1996 gründete das Römisch-Germanische Zentralmuseum unter Beratung der DVG in Mayen die Forschungsstelle Vulkanpark. Dort sind die Kompetenzbereiche „Vulkanologie, Archäologie und Technikgeschichte“ sowie „Experimentelle Archäologie“ des RGZM angesiedelt. Vier Jahre später war die DVG im deutschen Pavillon auf der Expo 2000 in Hannover vertreten und Anfang der 2000er Jahre besuchten bis zu 20.000 man am Hof Michels bis zu 20.000 Besucher im Jahr.
Im Jahr 2005 hatte die DVG durch umfangreiche Beratung maßgeblichen Anteil an der Errichtung des Science Centers Lava-Dome, das schließlich Ende Juli selben Jahres als „Deutsches Vulkanmuseum Mendig“ eröffnet werden konnte. Seit 2008 setzt sich die DVG für eine gesamtdeutsche Vulkanstraße ein, die von der Eifel über den Westerwald und den Vogelsberg bis nach Görlitz reichen soll – die 2006 ins Leben gerufene 280 Kilometer Deutsche Vulkanstraße verläuft bislang lediglich durch die Eifel.
Am Sitz der DVG erfolgte am 3. Juni 2013 die Eröffnung des F.-X.-Michels-Instituts, das seitdem als Informations- und Studienzentrum dient. Es beherbergt unter anderem einen Vortragsraum, eine Bibliothek und ein Lapidarium mit Gesteins- und Mineralsammlungen, die sowohl von Franz Xaver Michels stammen als auch ab 1863 von Jesuiten in der Abtei Maria Laach angelegt wurden. Das Institut wird im Hinblick auf das „Bemühen um die geologischen Heimatbegeisterung“ für wissenschaftliche Tagungen, Vortragsreihen und für nationale und internationale Studentenexkursionen genutzt. Ferner wurde auf Bestreben der DVG im Herbst 2016 ein Wissenschaftsbeirat begründet, der die vulkanologische Forschung universitärer Fakultäten in ganz Deutschland vernetzen soll.
Auch eines der wichtigsten Gründungsziele der DVG ist mittlerweile umgesetzt: 1996 wurde im Landkreis Mayen-Koblenz der Vulkanpark ins Leben gerufen, an dessen Gründung und Etablierung die Deutsche Vulkanologische Gesellschaft intensiv mitwirkte und der das gemeinsame Dach für zahlreiche Landschaftsdenkmäler bildet. Im April 2005 erfolgte die Fusion mit dem Vulkanpark Brohltal/Laacher See sowie dem Natur- und Geopark Vulkaneifel zum Geopark Vulkanland Eifel. Dieser wiederum wurde im Juli 2016 aufgeteilt in den Nationalen Geopark Laacher See und den UNESCO Global Geopark Vulkaneifel.